# Yalı Çapkını
Yalı Çapkını (Golden Boy) é uma telenovela turca produzida pela OGM Pictures para a emissora Star TV desde 23 de setembro de 2022. A trama é baseada em relatos de pacientes da Doutora Gülseren Budayıcıoğlu com roteiro de Mehmet Barış Günger, Leyla Uslu Oter, Ekin Akçay, e direção geral de  Burcu Alptekin. O drama é protagonizado por Afra Saraçoğlu e Mert Ramazan Demir, e antagonizado por Çetin Tekindor, Gülçin Santırcıoğlu e Buçe Buse Kahraman.
A transmissão dos episódios acontece uma vez por semana, toda sexta-feira, com capítulos de duas horas. Após o sucesso da primeira temporada, uma segunda já está em exibição desde o dia 15 de setembro de 2023, com previsão de finalizar em maio de 2024.

## Enredo
Halis Korhan é dono de um grande império joalheiro e chefe da família Korhan. Embora seu filho Orhan e seu neto mais velho Fuat administrem a maior parte do negócio, ele ainda toma as decisões mais importantes na empresa. Seu neto mais novo, Ferit, que é o oposto de seu irmão Fuat, é um jovem solteiro muito irresponsável que acabou de retornar do exterior, onde foi estudar. Halis não aguenta mais a imprudência de Ferit e peda à sua nora viúva Ifakat para encontrar para ele uma boa garota para se casar.
A notícia de que Halis Korhan está procurando uma noiva para seu neto chega como um raio na mansão de Kazım em Gaziantepe. A única esperança de Kazım de ficar rico são suas lindas filhas, Suna e Seyran. Depois que Ifakat vê Suna e decide que ela é a garota certa para Ferit, a família vai a Gaziantepe para pedir a mão de Suna em casamento. Mas antes da cerimônia, Ferit e Seyran se conhecem sem perceber que deveriam se tornar cunhado e cunhada, e Ferit fica totalmente cativado por ela.
A vida das duas irmãs muda para sempre quando Ferit decide se casar com Seyran em vez de Suna. Embora Kazım esteja feliz por ter garantido o acesso a uma grande fortuna, Seyran será a nova integrante de uma família cheia de traições, mentiras e segredos .

## Elenco

### Personagens principais
| Ator/Atriz          | Personagem    | Capítulo (versão original) |
| ------------------- | ------------- | -------------------------- |
| Afra Saraçoğlu      | Seyran Şanlı  | 1-                         |
| Mert Ramazan Demir  | Ferit Korhan  | 1-                         |
| Çetin Tekindor      | Halis Korhan  | 1-                         |
| Şerif Sezer         | Hattuç Şanlı  | 1-                         |
| Gülçin Santırcıoğlu | İfakat Korhan | 1-                         |
| Emre Altuğ          | Orhan Korhan  | 1-                         |
| Gözde Kansu         | Gülgün Korhan | 1-                         |
| Binnur Kaya         | Nükhet Korhan | 37-                        |
| Taro Emir Tekin     | Kaya          | 37-                        |
| Ersin Arıcı         | Abidin        | 1-                         |
| Beril Pozam         | Suna Şanlı    | 1-                         |
| İrem Altuğ          | Sultan        | 1-                         |
| Öznur Serçeler      | Asuman Korhan | 1-                         |
| Hülya Duyar         | Şefika        | 1-                         |
| Diren Polatoğulları | Kazım Şanlı   | 1-                         |
| Sezin Bozacı        | Esme Şanlı    | 1-                         |
| Yiğit Tuncay        | Latif         | 1-                         |
| Selen Özbayrak      | Dicle         | 1-                         |

### Atores convidados
| Ator/Atriz         | Personagem           | Capítulo (versão original) |
| ------------------ | -------------------- | -------------------------- |
| Tufan Gökpınar     | Serter               | 10-20                      |
| Mine Tugay         | Defne                | 16-26                      |
| Fırat Çelik        | Efe Han              | 17-23                      |
| Hakan Aydın        | Maho                 | 17-20                      |
| Mehmet Esen        | Vahit                | 20                         |
| Cenan Çamyurdu     | Sadık                | 21-                        |
| Uğur Demirpehlivan | Mehveş               | 21-26                      |
| Toprak Sağlam      | Zerrin Yılmaz        | 23-36                      |
| Ediz Akşehir       | Saffet İhsanlı       | 25-36                      |
| Barış Falay        | Reşat Ademoğlu       | 26                         |
| Muhammed Cangören  | Saffet İhsanlı (Ağa) | 27-36                      |
| Bilge Can Göker    | Nazan İhsanlı        | 27-36                      |
| Baran Bölükbaşı    | Tarık İhsanlı        | 28-36                      |
| Mehmet Bilge Aslan | Ahmet Güneyer        | 37-                        |
| Cemre Gümeli       | Talih                |                            |

### Participações especiais
| Ator/Atriz          | Personagem   | Capítulo (versão original) |
| ------------------- | ------------ | -------------------------- |
| Cansu Fırıncı       | İbrahim      | 1-10                       |
| Menderes Samancılar | Necip        | 3-13, 34                   |
| Doğukan Polat       | Fuat Korhan  | 1-33                       |
| Buçe Buse Kahraman  | Pelin Yılmaz | 1-36                       |
| Umut Gezer          | Yusuf        | 1-36                       |

## Exibição
No Brasil sua primeira temporada chegou primeiro no catálogo de streaming da Max em 5 de agosto de 2024, a segunda temporada chego em 07 de abril de 2025.
Está sendo exibida pelo canal TNT Novelas sob o título de O Canto Do Pássaro desde 07 de abril de 2025 substituindo Minha Menina.